# إيفالد سيبر
إيفالد سيبر (4 مايو 1911 – 22 فبراير 1990) هو ملاكم إستوني راحل، مثّل بلاده في الألعاب الأولمبية الصيفية 1936.

## روابط خارجية
إيفالد سيبر على موقع أوليمبيديا (الإنجليزية)